# Дункан (Оклахома)
Дункан (англ. Duncan) — город и административный центр округа Стивенс в штате Оклахома в Соединённых Штатах Америки.
По данным переписи 2020 года, население города составляло 22 тысячи 310 человек.

## История
Задолго до основания Дункана, восточнее этих земель проходила Тропа Чисхолм, ныне же в городе открыт Центр наследия тропы Чисхолм.

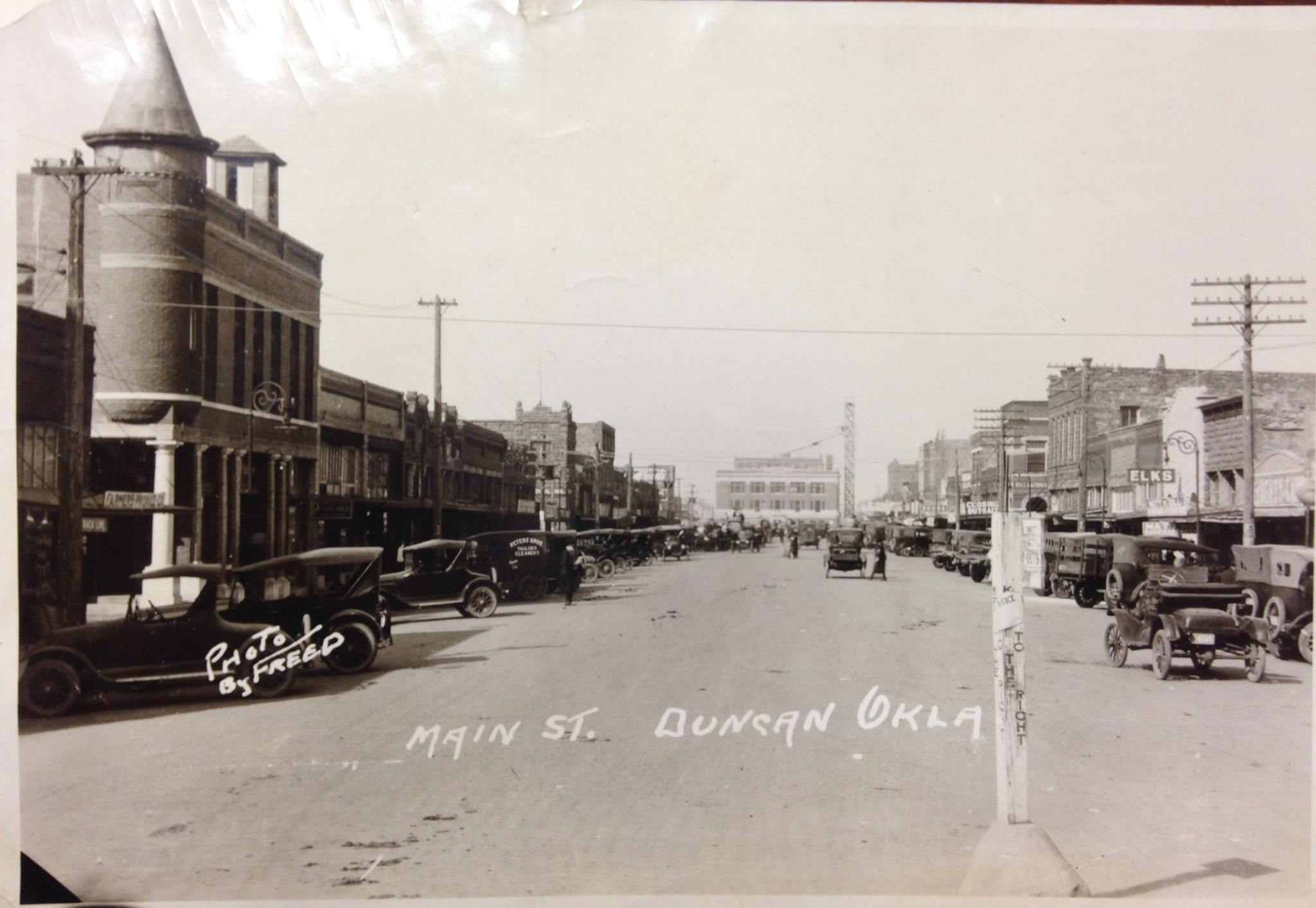
Дункан в начале XX века

Расположенный в центре округа Стивенс, Дункан стал административным центром после того, как Оклахома получил статус штата в 1907 году.
Первые нефтяные скважины появились в округе Стивенс в 1918 году и привели к быстрому развитию города. Хлопок был доминирующей культурой, пока Пыльный котёл не привел к упадку хлопководства, но крупный рогатый скот остается важной традиционной частью экономики округа.
В 1919 году Эрл Палмер Халлибартон (1892—1957) создал в городе компанию «Halliburton»; ныне это транснациональная нефтесервисная компания, в которой работает почти вдвое больше людей, чем проживает в Дункане.

## География
Дункан расположен примерно в 30 милях к востоку от Лоутона и в 80 милях (130 км) к югу от Оклахома-Сити.
Согласно Бюро переписи населения США, общая площадь города составляет 46,0 квадратных миль (119 км2), из которых 7,2 квадратных миль (19 км2 или 15,67%) покрыты водой.